# Leintz-Gatzaga
Leintz-Gatzaga en basque ou Salinas de Léniz en espagnol est une commune du Guipuscoa dans la communauté autonome du Pays basque en Espagne.

## Étymologie
Le nom Salinas dérive de l'existence d'importantes Mines de sel proches dans la haute vallée du fleuve Deba. Ces salines ont été à la base de la fondation de la ville. Actuellement elles ne sont plus exploitées commercialement mais un musée d'interprétation s'y trouve à la place.
L'appellation de « Léniz » fait référence au nom de la vallée dans laquelle est située la population. La municipalité se situe au fond de la Vallée de Leintz, qu'est le nom que l'on donne à la partie la plus haute de la vallée du fleuve Deba. La Vallée de Leintz inclut aussi les villes de Arrasate, Aretxabaleta ou d'Eskoriatza. Actuellement la dénomination de vallée de Leintz est utilisée normalement dans des contextes historiques, comarque du Debagoiena. L'origine du toponyme Léniz/Leintz est obscure. Selon quelques philologues il pourrait avoir une origine latine.
Le nom basque de la municipalité est « Leintz-Gatzaga », Leintz étant la forme basque du nom Léniz et Gatzaga signifiant « salin ».
Leintz-Gatzaga, a conservé une architecture médiévale avec quatre de ses sept portes originales, ainsi que des palais et une fontaine à douze jets.
Cette petite municipalité rurale avait 250 habitants d'après le recensement effectué en 2005 pour une superficie de 14,7 km², ce qui fait une densité de 17 habitants au km².

## Histoire
L'histoire de cette ville est attachée à deux éléments qui l'ont marquée le long de son histoire : les salines et le chemin royal.
Les salines qui donnent son nom à la ville ont été exploitées depuis au moins le Moyen Âge et sont la principale raison de la fondation de cette ville, en 1331.
Avant la fondation de la ville, la vallée de Leintz était formée par de petits villages et fermes dispersés sur le territoire des actuelles municipalités de Leintz-Gatzaga et d'Eskoriatza. Toutes ces populations étaient protégées par le château d'Aitzorrotz (à 744 m d'altitude) situé sur une colline sur l'actuelle municipalité d'Eskoriatza. Les habitants des villages de Zuritza, la Bidea, Gaztelueta, Beguinarro et d'autres points des environs ont abandonné leurs lieux de résidence pour peupler la nouvelle ville qu'a fait construire le roi Alfonse XI de Castille dans les alentours des sources d'eau salée et près du lieu où situait le village de Gaztelueta et l'Église de Notre dame du Château ou de Dorleta. Bien que les salines soient de propriété royale, les habitants de la ville ont disposé de plusieurs privilèges pour qu'ils développent le commerce et l'exploitation du sel.
Le contrôle des salines, d'une grande importance économique, a été la raison de nombreux conflits. En 1374, le puissant comte d'Oñati, Beltrán de Guevara, s'est approprié les salines et la ville pendant les conflits féodaux qui ont fait face aux côtés Oñaciens et de Gamboins. Le roi Henri II de Castille a fini par accorder au comte d'Oñati l'exploitation des salines. Celui-ci a été autorisé de protéger toute la vallée de Leintz en construisant une forteresse dans la ville de Salinas de Léniz.
Les salines ont été sous domination seigneuriale jusqu'en 1493 quand elle[Qui ?] a récupéré sa condition de ville royale[pas clair]. La tour du comte a été détruite et à sa place on a construit le Palais Elexalde. Historiquement liée au Guipuscoa, pendant la domination seigneuriale, les Salines de Léniz ont fait partie du giron de l'Alava, en retournant au Guipuscoa en 1496.
Pendant le Moyen Âge, les Salines de Léniz ont été plusieurs fois la proie des flammes, en 1334, en 1371, en 1492 et en 1498. Après ce dernier incendie on a décrété la construction en pierre obligatoire dans le centre urbain.
Au XVIIe siècle on construit le « Chemin Royal » qui à travers les Salines de Léniz relie la côte du Gipuzkoa avec l'intérieur. Des parties des salines de Léniz se transforment ainsi en route qu'unit l'Europe avec la Castille. Ce fait donne une grande prospérité à ville et par elle passent des monarques et gens illustres de tout type.
Toutefois, cette situation stratégique de Salinas de Léniz est la cause de plusieurs conflits depuis la fin du XVIIIe siècle et pendant bonne partie du XIXe siècle. Pendant la Guerre de la Convention, la Guerre de l'Indépendance espagnole et les Guerres Carlistes Salinas de Léniz a été le théâtre de nombreuses confrontations de guerre et partisans. À souligner dans ces faits d'armes l'embuscade qu'a tendue le  prêtre partisan Santa Cruz[Lequel ?] aux troupes françaises en 1811 ou Batailles d'Arlabán en 1836 qui a fait face au général libéral Espartero  avec le carliste Eguía, qui vainquirent.
La décadence de Salinas de Léniz arrivera vers le milieu du XIXe siècle, fruit de plusieurs facteurs. D'abord l'ouverture en 1851 d'une nouvelle route entre Idiazabal et Altsasu à travers le port d'Etxegarate, qui reléguera en importance le chemin royal de Salinas comme principal passage sur la route entre Guipuscoa et Alava et par conséquent sur la route entre Madrid et l'Europe. Cette marginalisation de Salinas sera augmentée avec l'inauguration en 1864 de la ligne ferroviaire Madrid-Irun qui laisserai aussi hors de son schéma les Salines de Léniz. La perte d'importance économique des salines qui cesseront d'être rentables et leur fermeture, ainsi que les dommages causés par les nombreux conflits de guerre du XIXe siècle plongeront les Salines de Léniz dans une crise économique et démographique profonde.

## Économie
L'activité économique dans la municipalité est très modeste. À peine un peu plus de 50 personnes travaillent à Leintz-Gatzaga, tandis que 125 habitants de la municipalité font partie de la population active (Données de 2001).
Bien que la municipalité ait une importante empreinte rurale, ce qui est certain c'est que l'activité primaire dans la municipalité est restreinte, avec très peu de gens se consacrant exclusivement à des tâches agricole ou d'élevage (les exploitations agricoles à temps partiel sont plus habituelles). Presque la moitié de la population travaille dans le secteur industriel, mais le fait pour la plupart dans les municipalités environnantes.
Actuellement la municipalité essaye de renforcer le tourisme en combinant l'offre des logements avec le tourisme rural. Le village dispose d'un office de tourisme près du fronton couvert, de 5 restaurants et de plusieurs logements de tourisme rural. Dans le secteur tertiaire il est à souligner aussi les activités liées à l'administration municipale. Les dimanches matins, durant l'année, les jeunes viennent pratiquer la pelote basque et compétitionnent entre eux. La langue basque est présente autant chez les plus jeunes que chez les personnes plus âgées.

## Démographie
Leintz-Gatzaga a actuellement une population de 250 habitants (2004). Elle a toujours eu une faible population, mais celle-ci a été diminuée de moitié tout au long du XXe siècle, dû au fait qu'elle est la seule municipalité de la comarque qui est resté en marge de l'industrialisation.
La diminution de la population pendant le dernier siècle a été freinée à deux moments historiques. Pendant les décennies de 1940 et 1950 étant donné un accroissement démographique naturel qui serait dû à l'émigration aux localités industrielles de la comarque à partir de 1960 et durant les années 1990 quand après avoir touché le fonds la population de la municipalité, Leintz a commencé à faire valoir un courant modéré immigrant provenant des municipalités industrielles voisines, qui cherchaient dans la localité un environnement plus naturel et un logement aux prix plus abordables.
| 1900 | 1910 | 1920 | 1930 | 1940 | 1950 | 1960 | 1970 | 1981 | 1991 | 2000 | 2005 |
| ---- | ---- | ---- | ---- | ---- | ---- | ---- | ---- | ---- | ---- | ---- | ---- |
| 503  | 473  | 424  | 394  | 353  | 392  | 408  | 293  | 232  | 207  | 260  | 250  |

## Monuments et patrimoine

### Patrimoine civil
- Source les Douze Blancs ou l'As de copas : c'est une source monumentale située face à l'église. Elle a été construite en 1715.
- Palais Torrekua ou Elexalde : Placée dans le lot qui occupait anciennement la tour du Seigneur d'Oñate (d'où il tire son nom de Torrekua). Il appartenait à la famille Elejalde ou Elexalde. De style Renaissance, il date du XVIIe siècle.
- Palais Ostatua : qui date de 1766. Restauré, actuellement un restaurant.
- Maison de Baltasar García de Olabe (XVIe siècle).
- Palais Indianokua ou de Soran : le palais de Soran était le logement des rois lorsque ceux-ci transitaient par Salinas de Léniz. Le palais primitif a été démonté par un descendant de la famille Soran et a été transféré pierre à pierre en Navarre. À sa place on a construit l'actuelle édifice.
- Palais de Kapitangoa (XVIe siècle) : C'est le palais le plus ancien qui est conservé à Leintz-Gatzaga.
- Palais Garro (XVIIe siècle) : de style baroque. Il a été réhabilité actuellement et est la Maison de la Culture.
- Vestibule de San Ignacio : était l'entrée principale de la ville. L'arche date de 1760.
- Vestibule de Barandapea (XVIIe siècle).
- Vestibule de la Vierge de Rosario.
- Mairie : construite au XVIIIe siècle.

Les installations de Leintz-Gatzaga, qui ont été réhabilitées et préparées comme un musée. La plupart des restes sont ceux de l'usine de sel du XIXe siècle.

### Patrimoine religieux
- L'église paroissiale de San Millán : située dans le centre du noyau. Elle a été construite au XIVe siècle, bien qu'elle ait souffert de plusieurs incendies et l'actuelle reconstruction date du XVIe siècle. Elle possède une tour néo-classique du XIXe siècle.
- Le Sanctuaire de la Vierge de Dorleta, patronne des cyclistes espagnols et basques, est situé à proximité du village de Leintz-Gatzaga, et tout près du col de Puerto de Arlaban (617 m) souvent emprunté par les courses cyclistes.
- Ermitage de San Martín de Zurtitza.

### Sources
- (es) Cet article est partiellement ou en totalité issu de l’article de Wikipédia en espagnol intitulé « Salinas de Léniz » (voir la liste des auteurs).